# Kris Verhelst
Kris Verhelst (ca. 1964) is een Belgisch klavecimbelspeler en orgelist.

## Levensloop
Verhelst studeerde orgel bij Chris Dubois in het Lemmensinstituut (Leuven) en klavecimbel bij Jos Van Immerseel in het Koninklijk Vlaams Conservatorium (Antwerpen).
Ze heeft een internationale reputatie opgebouwd, als soliste en als continuospeler bij gereputeerde orkesten zoals Anima Eterna Brugge, Les Muffatti (gedirigeerd door haar echtgenoot Peter Van Heyghen) en Collegium Vocale Gent alsook met kamermuziekensembles zoals More Maiorum, Oltremontano, La Sfera Armoniosa en het Ricercar Consort. Naast klavecimbel en orgel is ze ook in stijgende mate op clavichord gaan spelen. Ze treedt ook vaak in duo op met Peter Van Heyghen (blokfluit).
Kris Verhelst doceert klavecimbel en continuo aan het Lemmensinstituut en geeft regelmatig meestercursussen of leidt workshops. Ze wordt ook gevraagd als inleidster op de jaarlijkse klaviercursus georganiseerd door het Ruckersgenootschap in Antwerpen.
In 2010 was ze jurylid voor de internationale klavecimbelwedstrijd in het kader van het Festival Musica Antiqua in Brugge.